# Grand Sud-Ouest (Montréal)
Pour les articles homonymes, voir Sud-Ouest.
Le Grand Sud-Ouest est une région de l'île de Montréal composé des arrondissements contigus du Sud-Ouest, Verdun, LaSalle et Lachine de la ville de Montréal,. Cette région de 59,4 km2 et 253 584 habitants englobe également l'Île-des-Sœurs et l'Île aux Hérons.
Situé sur la rive montréalaise des rapides de Lachine du fleuve Saint-Laurent, en aval du Lac Saint-Louis, le développement urbain de l'ensemble de cette région est lié à la construction du Canal Lachine qui sera le cœur industriel du Canada durant la première moitié du XXe siècle.